# Seßlach
Seßlach là một thị trấn tại huyện Coburg, phía bắc Bayern, Đức. Đô thị này tọa lạc 12 km về phía tây nam của Coburg. Đô thị này có diện tích 72,51 km2. Dân số thời điểm ngày 31 tháng 12 năm 2006 là 4078 người.
Seßlach có 15 làng: 
(dân số thời điểm 31 tháng 12 năm 2005)
| - Autenhausen (357) - Bischwind (106) - Dietersdorf (455) - Gemünda (540) - Gleismuthhausen (100) | - Hattersdorf (143) - Heilgersdorf (467) - Krumbach (64) - Lechenroth (70) - Merlach (101) | - Oberelldorf (149) - Rothenberg (89) - Seßlach (1.277) - Setzelsdorf (32) - Unterelldorf (166) |